# Penelope Ford
Olivia Hasler (nascida em 14 de setembro de 1992), mais conhecida por seu nome no ringue Penelope Ford, é uma lutadora profissional americana, atualmente com contrato com a All Elite Wrestling . Ela também é conhecida por seu trabalho na Combat Zone Wrestling.

## Carreira na luta profissional

### Combat Zone Wrestling (2014–2018)
Ford estreou durante a edição de 17 de dezembro do CZW Dojo Wars, onde ela e George Gatton derrotaram Conor Claxton e Frankie Pickard em uma luta de duplas. Ela venceu sua primeira luta solo na CZW em 31 de dezembro, derrotando Dave McCall. Em 2015, Ford apareceria em uma variedade de partidas de tag team e algumas partidas solo entre elas. Ela enfrentou Brittany Blake em na edição de 10 de junho do CZW Dojo Wars, onde Blake a derrotou. No CZW Cerebral 2015, a Ford foi novamente derrotada por Blake. Sua rivalidade continuou em 16 de dezembro em uma luta pelo título de Best Two Out Of Three Falls pelo CZW Medal Of Valor Championship. Ford não conseguiu conquistar o título de Blake durante esta luta, fechando seu segundo ano na CZW. Durante o ano de 2016, Ford continuou seu trabalho constante de combates de tag team e outras especialidades, obtendo um pequeno número de vitórias individuais ao longo do caminho.
Ela terminou 2016 em uma luta em 7 de dezembro, com uma derrota para Jordynne Grace, uma adversária que ela lutou pela primeira vez sete meses antes, em 2016, na WSU Unshakable. A revanche terminou com o mesmo resultado, com Grace derrotando Ford.

### All Elite Wrestling (2019 - presente)
Em 8 de janeiro de 2019, a AEW anunciou que a Ford se juntaria à empresa ao lado de Joey Janela no final de 2019. Mais tarde, ela começou a gerenciar seu namorado da vida real Kip Sabian enquanto eles brigavam com Janela. Em 9 de outubro de 2019, Ford teve sua primeira luta na AEW no primeiro episódio AEW Dark, onde ela se juntou a Bea Priestley contra Allie e Britt Baker, onde foram derrotadas. Ford obteve sua primeira vitória no AEW no episódio de 3 de março de Dark, onde se juntou a Britt Baker para derrotar Yuka Sakazaki e Riho.
Em 23 de maio de 2020, a Ford teve sua primeira participação em um PPV no Double or Nothing enfrentando Kris Statlander, onde Ford foi uma substituição de última hora na luta devido à lesão de Britt Baker onde Ford foi derrotada. No episódio de 10 de junho de Dynamite, Ford se juntou a Nyla Rose para derrotar Hikaru Shida e Kris Statlander, onde ela derrotou Shida, ganhando assim uma luta pelo Campeonato Mundial Feminino AEW no Fyter Fest . No evento, Ford não teve sucesso em capturar o título, pois foi derrotada por Shida. No All Out, Ford anunciou que ela e Sabian iriam se casar, enquanto também brincava que eles revelariam quem é seu padrinho para o casamento no próximo Dynamite. No episódio de 9 de setembro de Dynamite, Miro foi revelado como o padrinho para o casamento de Sabian e Ford.

## Vida pessoal
Hasler está atualmente noiva do lutador da AEW Kip Sabian .

## Campeonatos e conquistas
- Pro Wrestling After Dark
  - Campeonato Feminino SAW (1 vez) [18]
- Rainhas do Combate
  - QOC Tag Team Championship (1 vez) - com Maria Manic[19]
- Superstars femininas sem censura
  - WSU Tag Team Championship ( 1 vez ) - com Maria Manic